# Де Анджелис, Виктория
Викто́рия Де А́нджелис (итал. Victoria De Angelis; 28 апреля 2000, Рим, Италия) — бас-гитаристка и одна из основателей итальянской рок-группы Måneskin, победившей на «Евровидении-2021» с песней «Zitti e buoni».
Хорошо говорит на датском языке, поскольку её мать родом из Дании.

## Биография
Виктория Де Анджелис родилась 28 апреля 2000 года в Риме. Виктория начала играть на гитаре в возрасте восьми лет и посещала музыкальную школу, параллельно обучаясь в средней школе. Однако у неё плохо получалось играть на классической гитаре, поэтому преподаватель предложил ей попробовать взять в руки бас-гитару, и с одиннадцати лет Де Анджелис играет только на ней. Она посещала лицей им. Дж. Ф. Кеннеди, где подружилась с гитаристом Томасом Раджи. В 2015 году Виктория и Томас основали рок-группу. Позднее к ним присоединился вокалист Дамиано Давид, учившийся в том же лицее. Барабанщика Итана Торкио они нашли последним, через объявление на Facebook. Когда пришло время придумать название для их музыкального коллектива, друзья попросили Де Анджелис сказать несколько слов на датском языке, и им понравилось название «Måneskin», которое переводится как «лунный свет».
В 2017 году группа в итальянской версии шоу X Factor заняла 2 место. В 2021 году победила на фестивале в Сан-Ремо. С песней «Zitti e buoni» победили в финале конкурса «Евровидение-2021» в Нидерландах 22 мая 2021 года.

## Личная жизнь
Ранее Де Анджелес идентифицировала себя как бисексуалку, однако позднее заявила что является лесбиянкой, и что её самоидентификация прогрессировала по мере отношений с моделью Луной Пассос.